# Tantal(IV)-selenid
Tantal(IV)-selenid ist eine anorganische chemische Verbindung des Tantals aus der Gruppe der Selenide. Neben diesem sind TaSe3, Ta2Se und Ta6Se noch weitere Tantalselenide bekannt.

## Gewinnung und Darstellung
Tantal(IV)-selenid kann durch Reaktion von Tantal mit Selen bei Temperaturen über 600 °C gewonnen werden, wobei bei langsamem Abkühlen die 2H-Form als stabile Niedertemperaturform entsteht. Die 3R-Form kann durch Erhitzen der 1T-Form auf 300 bis 500 °C gewonnen werden. Bei 800 °C wandelt sich die 3R-Form in die 6R-Form um.
{\displaystyle \mathrm {Ta+2\ Se\longrightarrow TaSe_{2}} }

## Eigenschaften
Tantal(IV)-selenid ist ein Feststoff, der in vielen Modifikationen vorkommt (ähnlich wie Tantal(IV)-sulfid), die auch den nichtstöchiometrischen Bereich Ta1+xSe2 (x zwischen 0,35 und 0,15) umfassen. Diese haben nicht nur unterschiedliche Kristallstrukturen, sondern unterscheiden sich auch in ihren Eigenschaften und der Herstellung. So hat 1T-Form eine golden metallische Farbe, 2H(a)-Form silbern und andere Modifikationen schwarz. Die 1T-Form ist stabil bei Temperaturen über 800 °C und kann durch abschrecken auch bei Raumtemperatur erhalten werden. Von der 4H-Form sind drei verschiedene Modifikationen bekannt. Daneben sind auch noch eine 3R- und 6R-Form bekannt. Die Modifikationen besitzen die Kristallstrukturen: 1T trigonal mit der Raumgruppe P3m1 (Raumgruppen-Nr. 164), 2H hexagonal mit der Raumgruppe P63/mmc (Raumgruppen-Nr. 194), 3R und 6R jeweils rhombohedral mit der Raumgruppe R3m (Raumgruppen-Nr. 160). Die hexagonale geschichtete Kristallstruktur von Tantaldiselenid stellt Se-Ta-Se-Schichten in verschiedenen Stapelanordnungen dar. Die Schichtstruktur ermöglicht eine Laminierung oder ein Abblättern der Schichten.

## Verwendung
Reines Tantaldiselenid wird als Sputtertarget verwendet, um Schmiermittelfilme und Beschichtungen herzustellen. Zweidimensionale geschichtete anorganische Nanomaterialien wie Tantal(IV)-selenid haben in letzter Zeit aufgrund ihrer dickenabhängigen physikalischen und chemischen Eigenschaften erhebliche Aufmerksamkeit erregt. Sie finden Anwendungen in der Photokatalyse, Photovoltaik, Gassensorik, Lithium-Ionen-Batterien, Feldeffekttransistoren, Spintronik usw.